# Ульрих фон Зеккау
Ульрих фон Зеккау (Олдрих Сековский) (нем. Ulrich von Seckau, чеш. Oldřich Sekovský; ? — 6 или 7 июля 1268, Кёфлах) — римско-католический церковный деятель, епископ Епархии Зеккау (1244—1268), князь-архиепископ Зальцбургский (1256—1265).

## Биография
Происхождение Ульриха неизвестно. Состоял на службе у австрийского герцога Фридриха II. В 1243/1244 году был назначен епископом Епархии Зеккау.
В августе 1256 года стал каноником в Зальцбурге.
Князем-архиепископом Зальцбургским в то время был Филипп Каринтийский, сын герцога Каринтии Бернарда и Юдит Чешской, внук короля Богемии Пржемысла Отакара I, который вёл беспутную жизнь. Когда в 1255 году капитул собора полностью распался, Филиппу предъявили обвинение в Риме, Ульрих фон Зеккау был избран вместо Филиппа (1256).
Как двоюродный брат чешского короля Филипп пользовался его поддержкой, и новый архиепископ Ульрих фон Зеккау не смог вступить в должность. Таким образом, он оставался архиепископом только номинально.
В 1258 году при поддержке Венгрии он попытался занять кафедру Зальцбурга, но потерпел неудачу и был взят в плен Пршемыслом Отакаром II. После освобождения Ульрих фон Зеккау обратился за помощью к баварскому герцогу Генриху XIII, который в 1262 году организовал две неудачных вооруженных экспедиций в Зальцбург. Филипп Каринтийский оставался на епископском престоле до 1263 года, после чего ушёл в отставку.
При поддержке герцога Баварии Ульрих фон Зеккау захватил Зальцбург год спустя в 1264 году. Во время борьбы за епархию у него возникли большие долги, в 1259 году он был вынужден даже заложить свой паллий у римских и флорентийских купцов.